# テトラ
テトラとは、カラシン目 (Characiformes) に分類される一部の小型魚類の総称である。かつては全てカラシン科に分類されていたが、1994年までに多数の科に分割された。主要な種の多くは現在もカラシン科に含まれている。
多くは南米原産。体長は数センチに満たないが、数十匹から数百匹といった単位を群泳させると大型魚にも負けない見ごたえがあり、水草水槽のグリーンにも映える。
また、人工飼料でも問題なく成長するため飼育し易い種が多いことから、淡水熱帯魚の入門種とされる。しかし、ネオンテトラのように、繁殖は容易ではない種も多い。

## 主な種

### カラシン科（南米）

#### パラケイロドン属

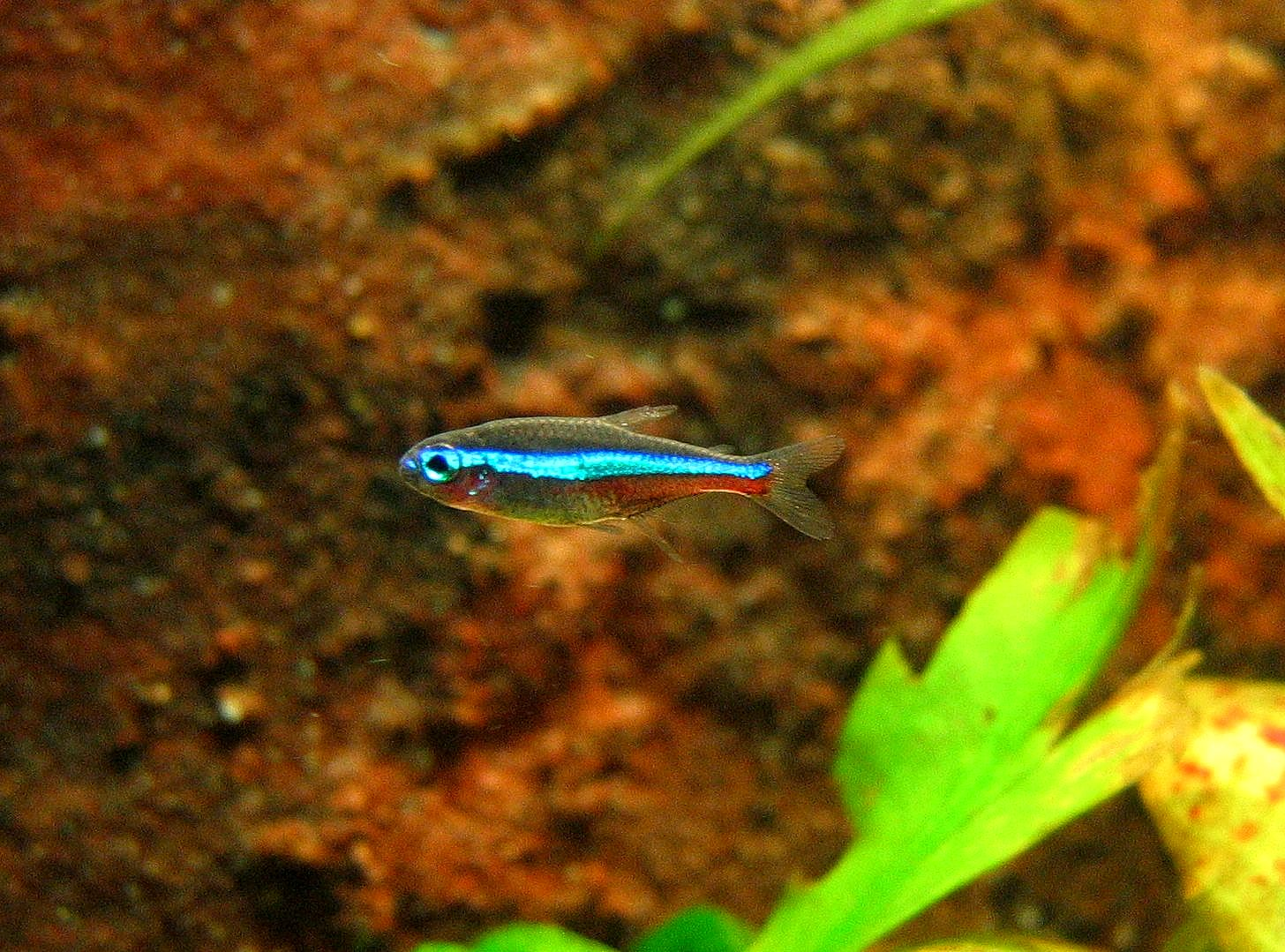
グリーンネオンテトラ

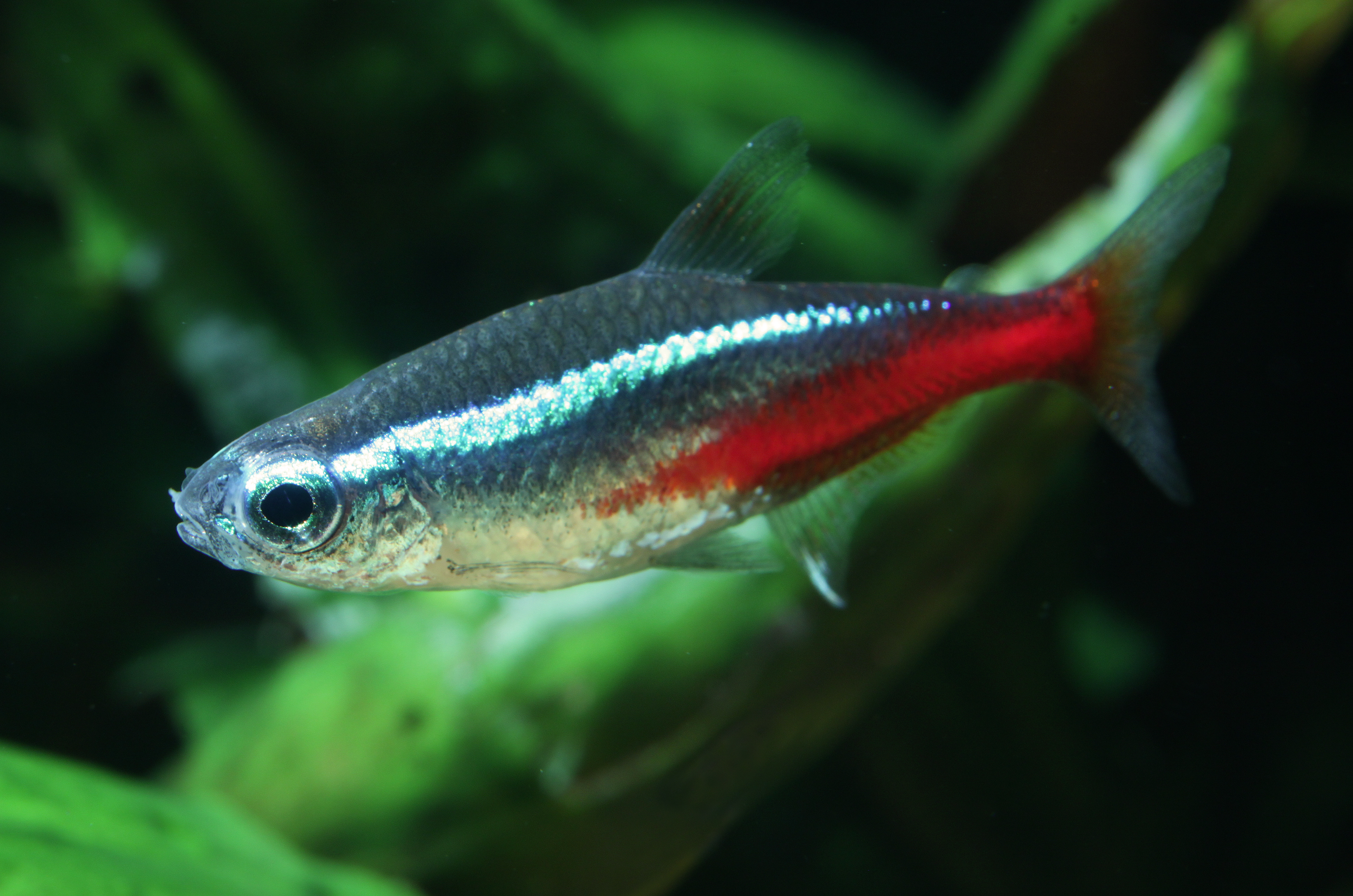
ネオンテトラ
学名：Paracheirodon innesi
成魚で3 - 4cm程度。日本で最も広く流通しているテトラである。ライトブルーの地に下腹の中ほど以後に赤色のラインが入る。アマゾン川上流地域が原産地だが、東南アジアや香港で養殖されたものが大量に輸入されている。

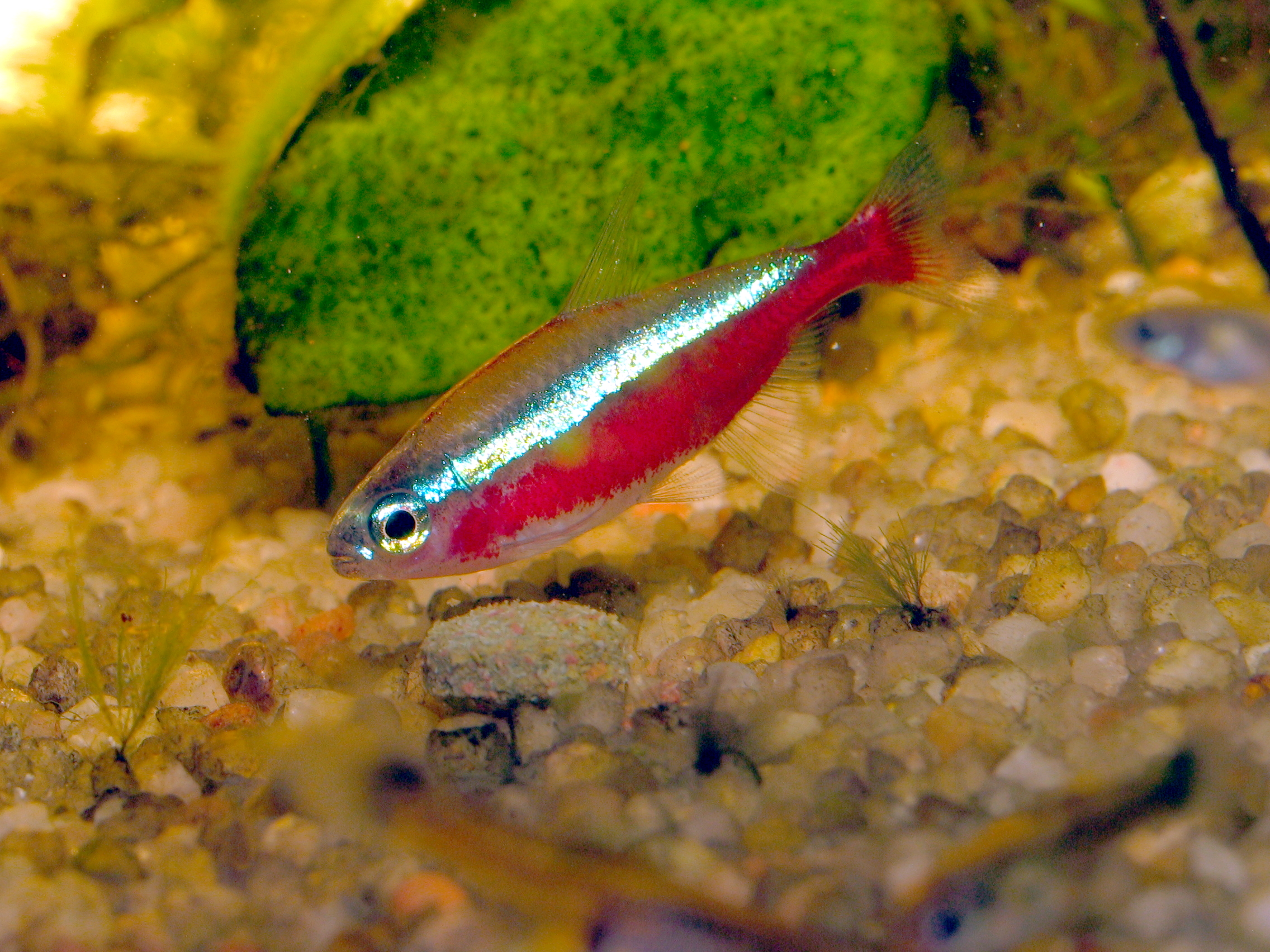
カージナルテトラ
学名：Paracheirodon axelrodi
成魚で5cm程度。ネオン・テトラとよく似るが、下腹の赤色のラインは、頭部から尾までほぼ一直線に伸びる。繁殖が困難なため、流通するのは長年に渡って南米のネグロ川で採集された個体が占めていたが、2008年頃からは養殖個体の流通も始まっている。
グリーンネオンテトラ
学名：Paracheirodon simulatus
ネオンテトラから赤みを取り去ったような色彩のテトラで、Paracheirodon属の他の2種よりは流通量は少ない。ロングラインネオンという別名で呼ばれることもある。

#### ハイフェソブリコン属

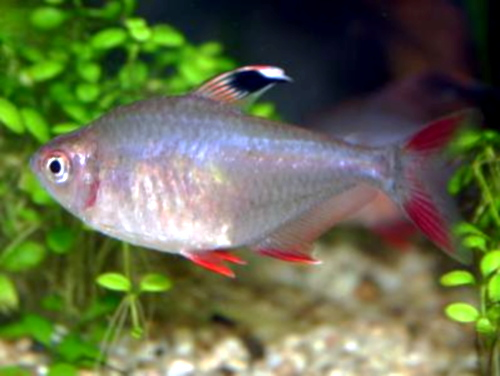
ロージィーテトラ

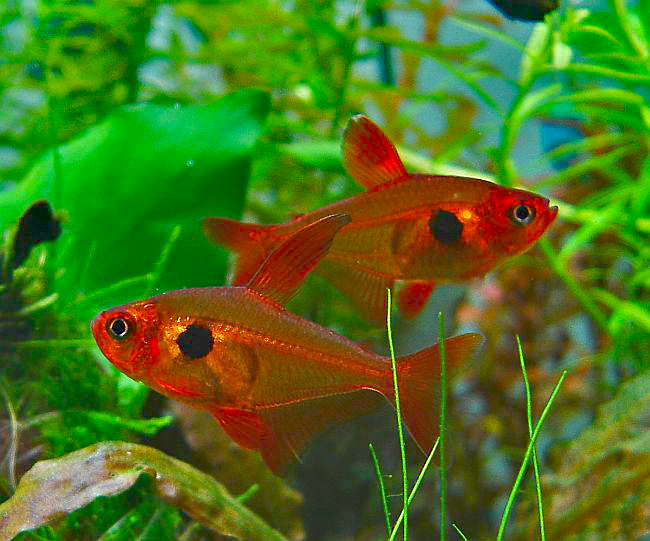
レッドファントムテトラ

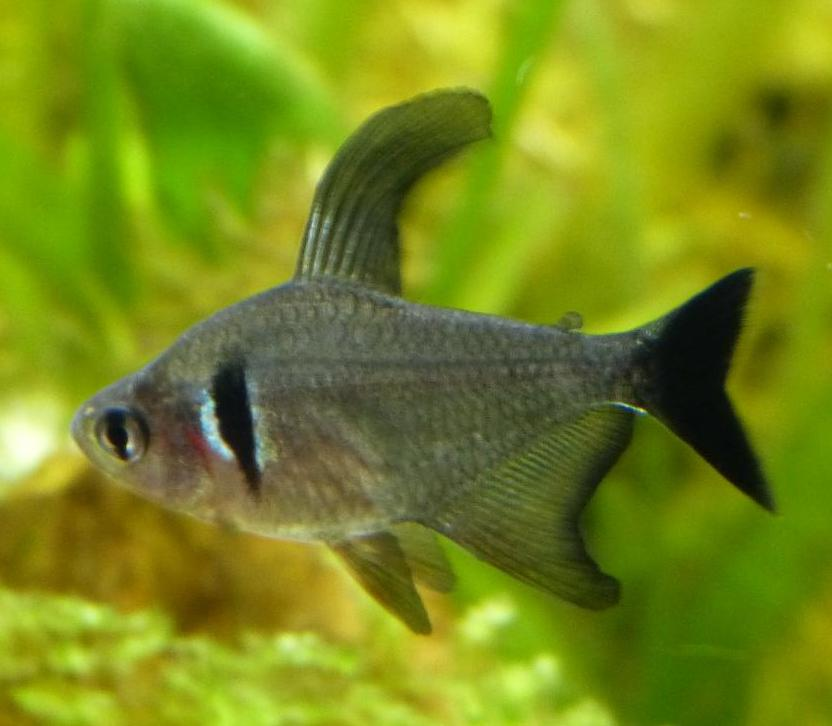
ブラックファントムテトラ♂

ヒュフェッソブリコンとも。比較的体高が高く、背びれと尻びれが伸びる種類が多い。

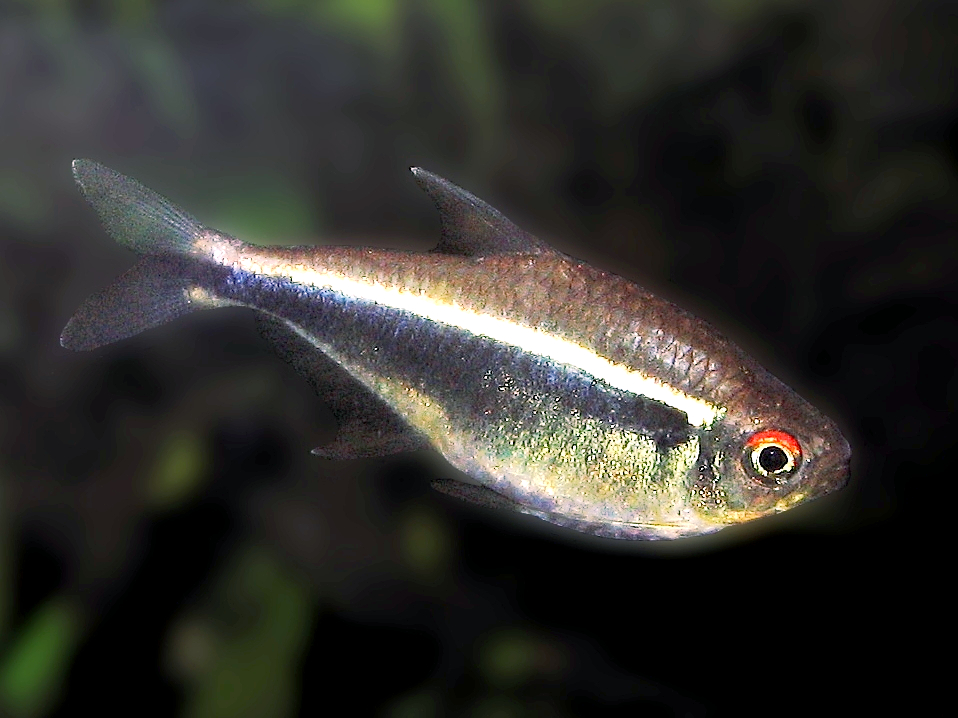
ブラックネオンテトラ
学名：Hyphessobrycon herbertaxelrodi
黒い体に青白いラインが一本入り、目の上部がオレンジ色になるだけのシックな配色の魚。昔からポピュラーに売られている。本属としては体高の低いスマートな体型で、ヒレもそれほど伸びない。

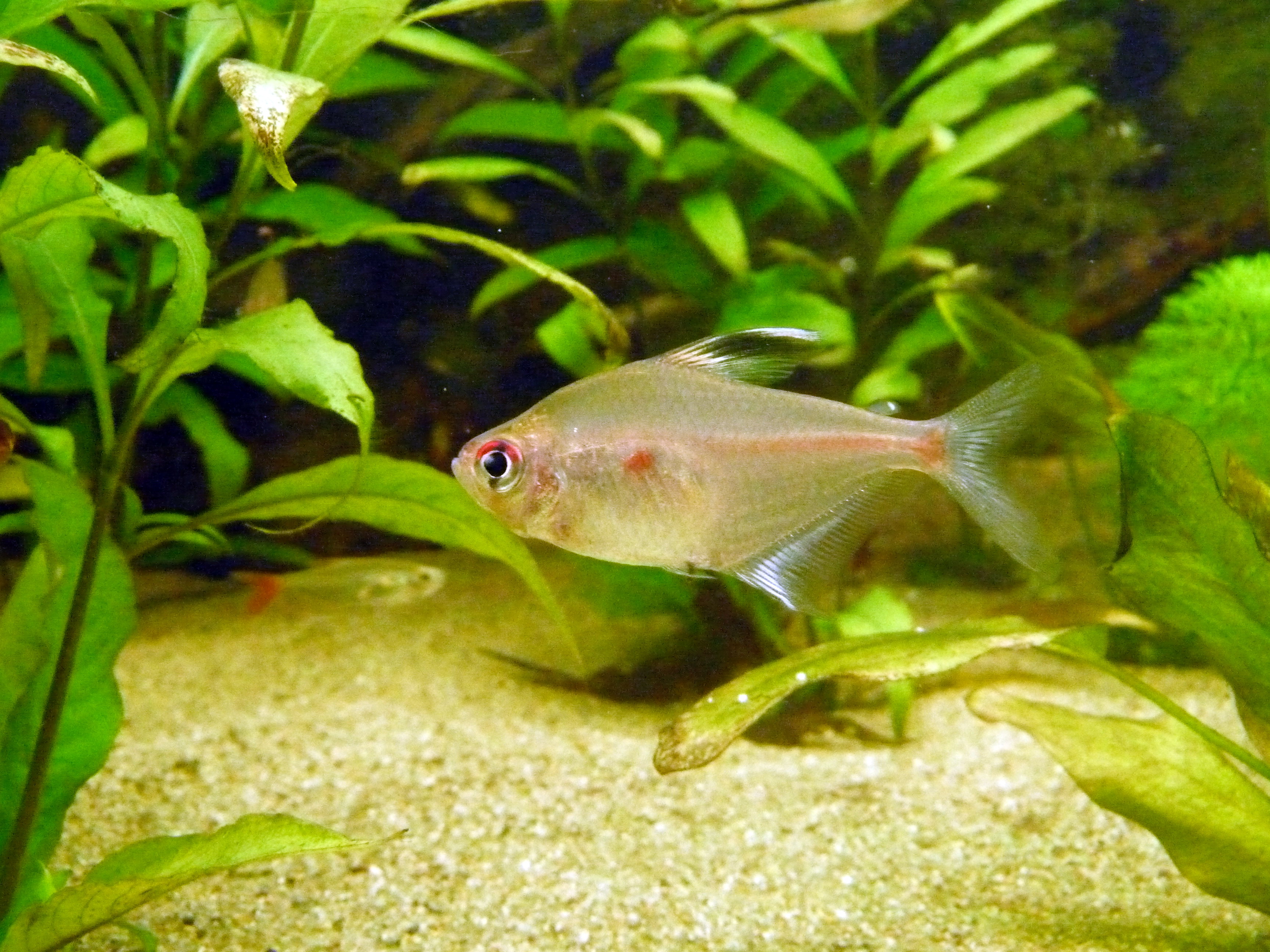
ペレズテトラ
学名：Hyphessobrycon erythrostigma
6cmほどの大きさになり、テトラの中ではかなり大型の種類になる。体高があり、雄は背びれが伸びる。
ロージィーテトラ
学名：Hyphessobrycon bentosi
淡い桜色を帯びた体に、黒白の模様を持つ背びれが特徴。成長すると上下のヒレが伸長する。
レッドファントムテトラ
学名：Hyphessobrycon sweglesi
成長とともに濃くなる橙赤色の体と、エラの後ろに入る黒斑が特徴。養殖個体が多く輸入されるが、現地採集個体で赤みの濃さに定評のある産地のものは「ルブラ」と呼ばれ、区別して販売される。かつてはMegalamphodus属に分類されていた。
ブラックファントムテトラ
学名：Hyphessobrycon megalopterus
雄はレッドファントムテトラの体色を黒に変えたような魚だが、エラの後ろの黒斑の周囲が青く輝くなどの違いがある。また、レッドファントムは雄・雌ともにほぼ同じ配色で体形やヒレが変わる程度であるのに対し、ブラックファントムの雌は体形だけでなく体色もくすんだ赤灰色になるという明確な違いが生じる。レッドファントムと同じくかつてはMegalamphodus属に分類されていた。
イエローファントムテトラ
学名：Hyphessobrycon roseus
種小名からロゼウステトラとも呼ばれる。レッドファントム、ブラックファントムに比べるとヒレはあまり大きくならない。体の前半分程度が黄色、後ろ半分程度が赤色という配色で、やはりエラの後ろには黒斑が入る。この種もかつてはMegalamphodus属に分類されていた。本種とよく似ているが、赤くなるのは尾びれのみで体のほぼ全体が黄色という配色をしたレッドテール・イエローファントムテトラ（Hyphessobrycon sp.）も存在し、近年はこちらの方が多く流通している。

#### ヘミグラムス属

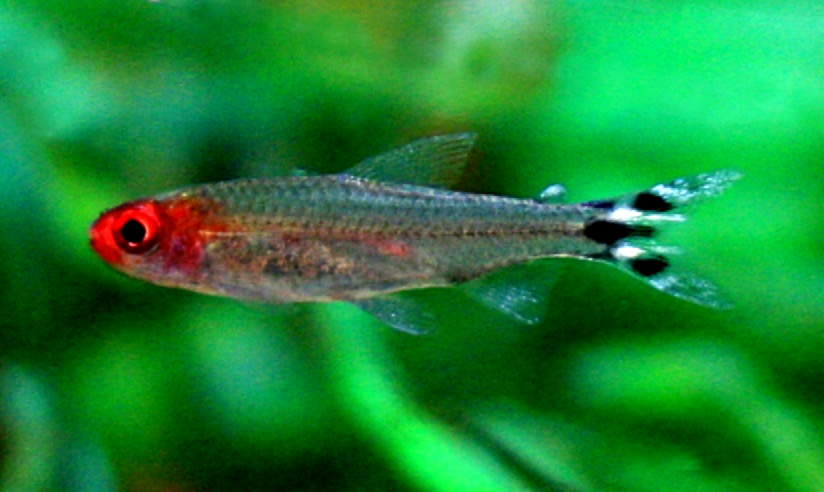
ラミーノーズテトラ

ヘミグランムスとも。多くのポピュラーなテトラを含む属。こちらは体高の低い細身な種が多い。

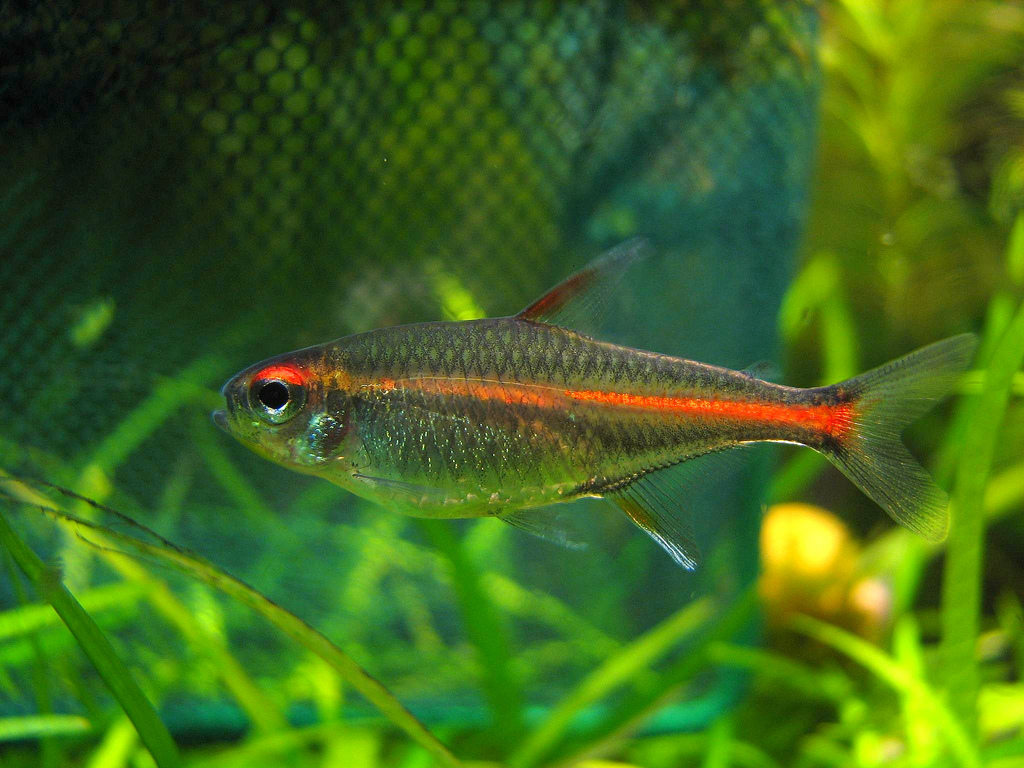
グローライトテトラ
学名：Hemigrammus erythrozonus
やや黒みがかった半透明の体の中央にオレンジ色のラインが入るテトラ。大きさは5センチ程度と比較的小型で、ヒレの先端が白くなる。
ゴールデンテトラ
学名：Hemigrammus armstrongiおよびHemigrammus rodway
特殊なバクテリアの寄生によって、体に光沢を帯びたテトラ。ゴールデン化あるいはプラチナ化と呼ばれるこの変化は多くのテトラの仲間で稀に見られるが、この2種はほぼ全ての個体がゴールデン化を起こしている。armstrongi種は銀色の体に青白いラインが入る。rodway種は金色の光沢を持ち、前者のような体側のラインは見られない。両種とも同じ名前で流通するが、区別のために種小名の「アームストロンギィ」「ロドウェイ」を付記したり、前者は「ブルーライン」の通称を用いたりする場合がある。
ラミーノーズテトラ
学名：Hemigrammus bleheri
赤く染まる頭部と、尾びれに入る黒白の模様が特徴。

#### その他

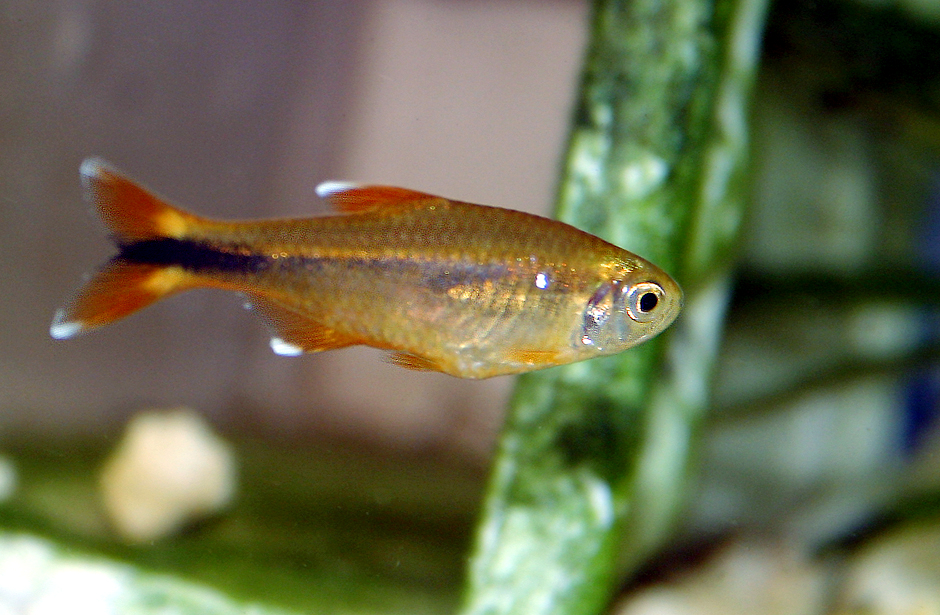
シルバーチップテトラ♂

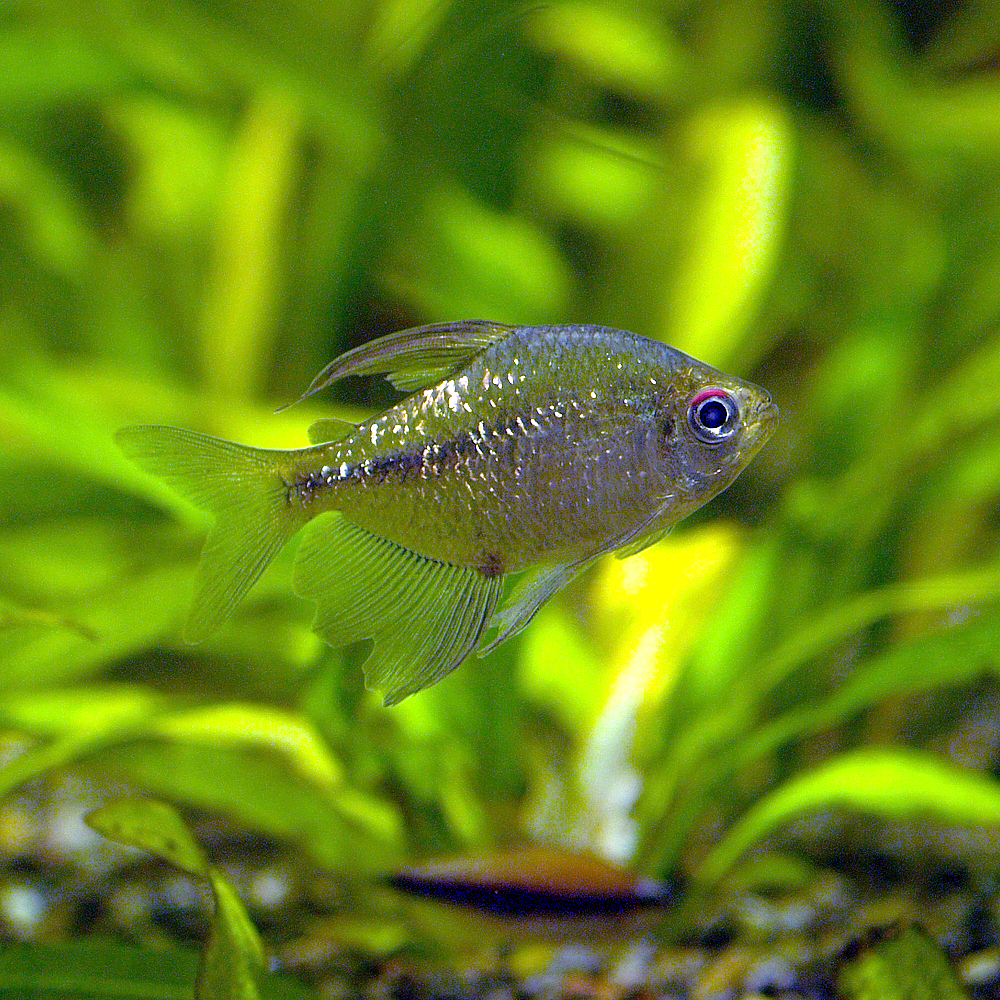
ダイヤモンドテトラ

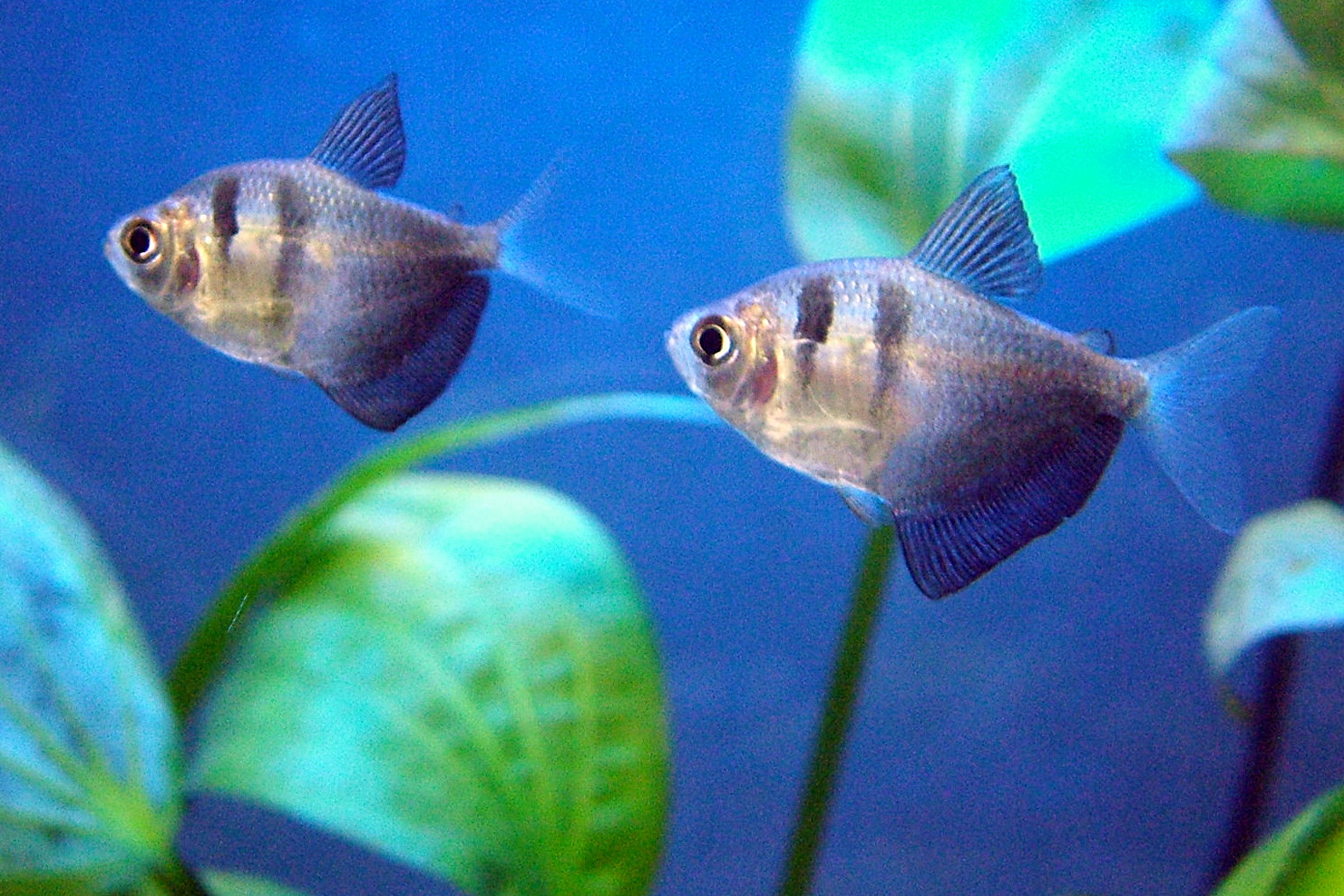
ブラックテトラ

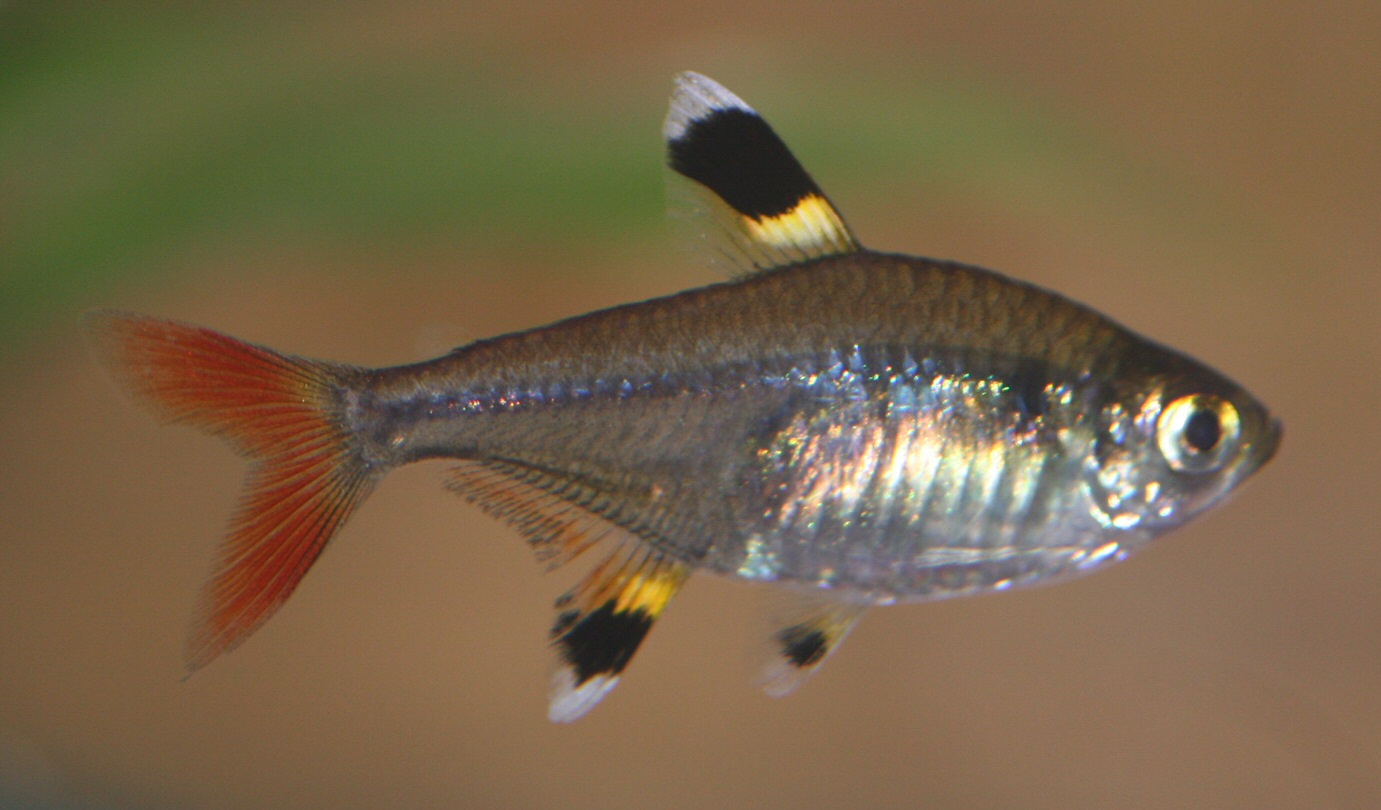
プリステラ

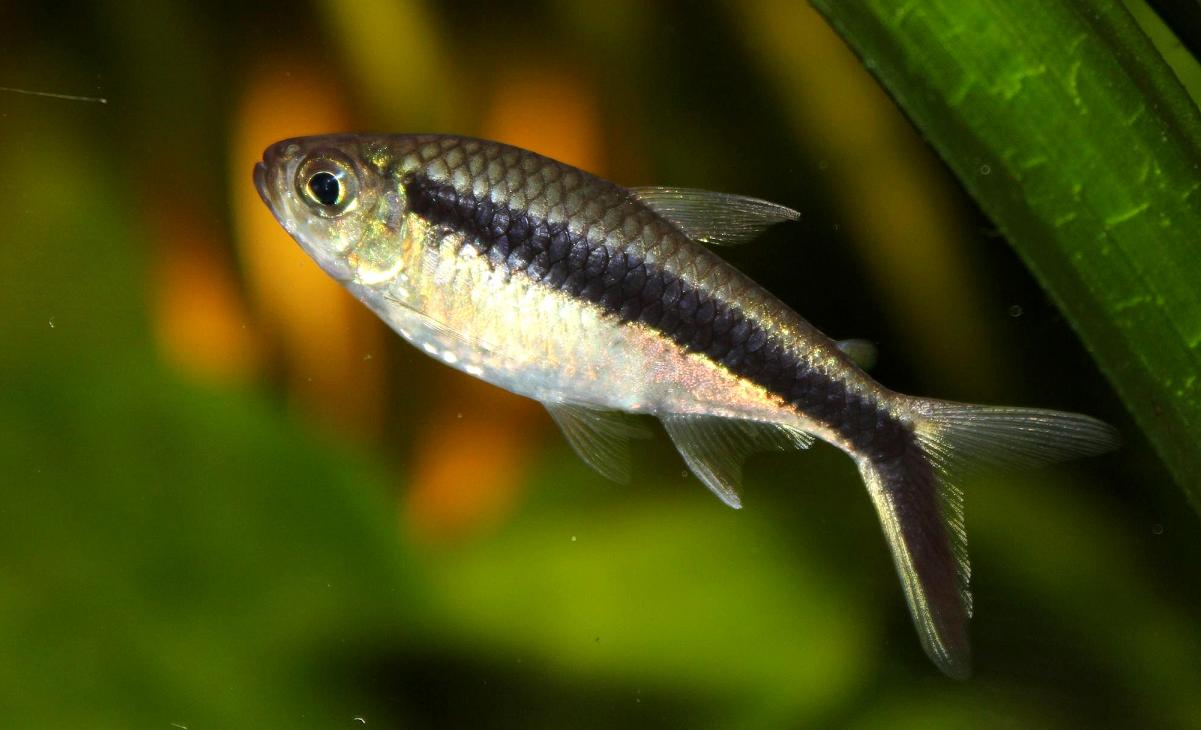
ペンギンテトラ

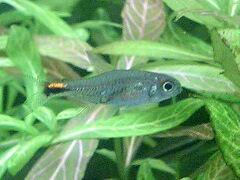
ホテルテトラ（オレンジ）

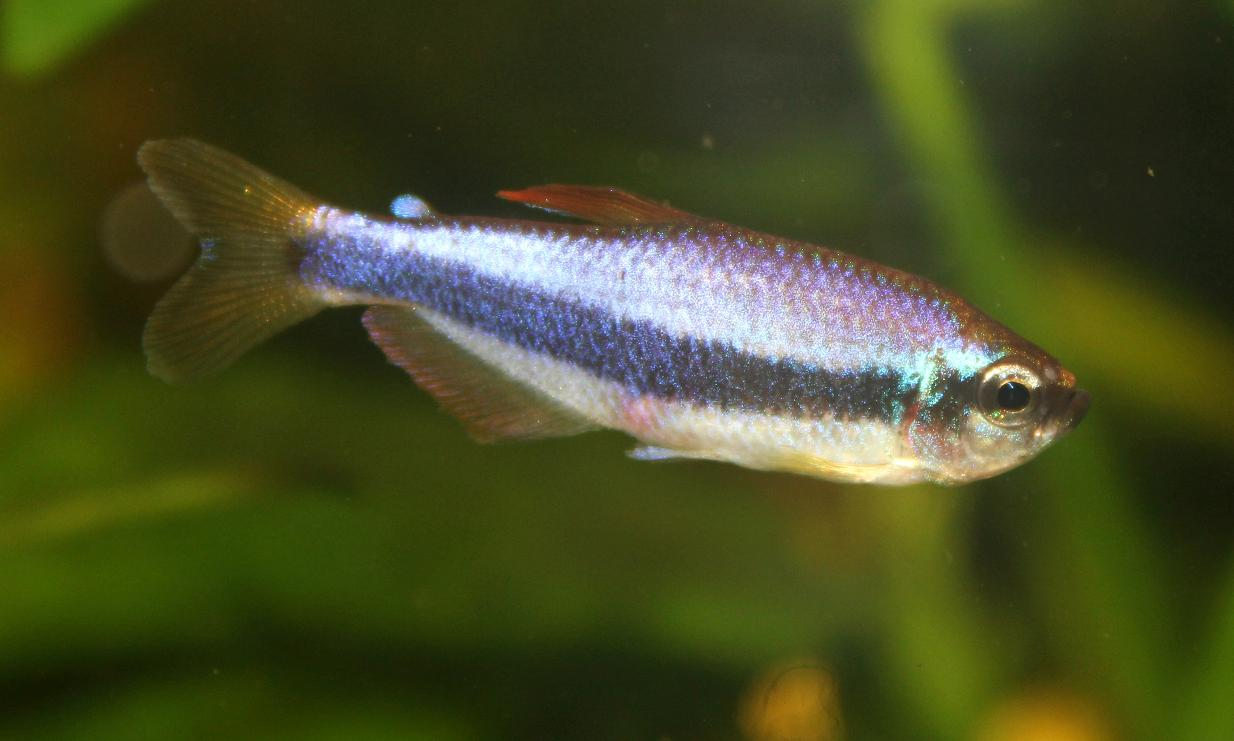
インパイクティスケリー
学名：Inpaichthys kerri
アマゾン川原産の紫がかかったテトラで、光の加減によって、体側が青に輝く。おもに東南アジアで養殖されたものが輸入される。

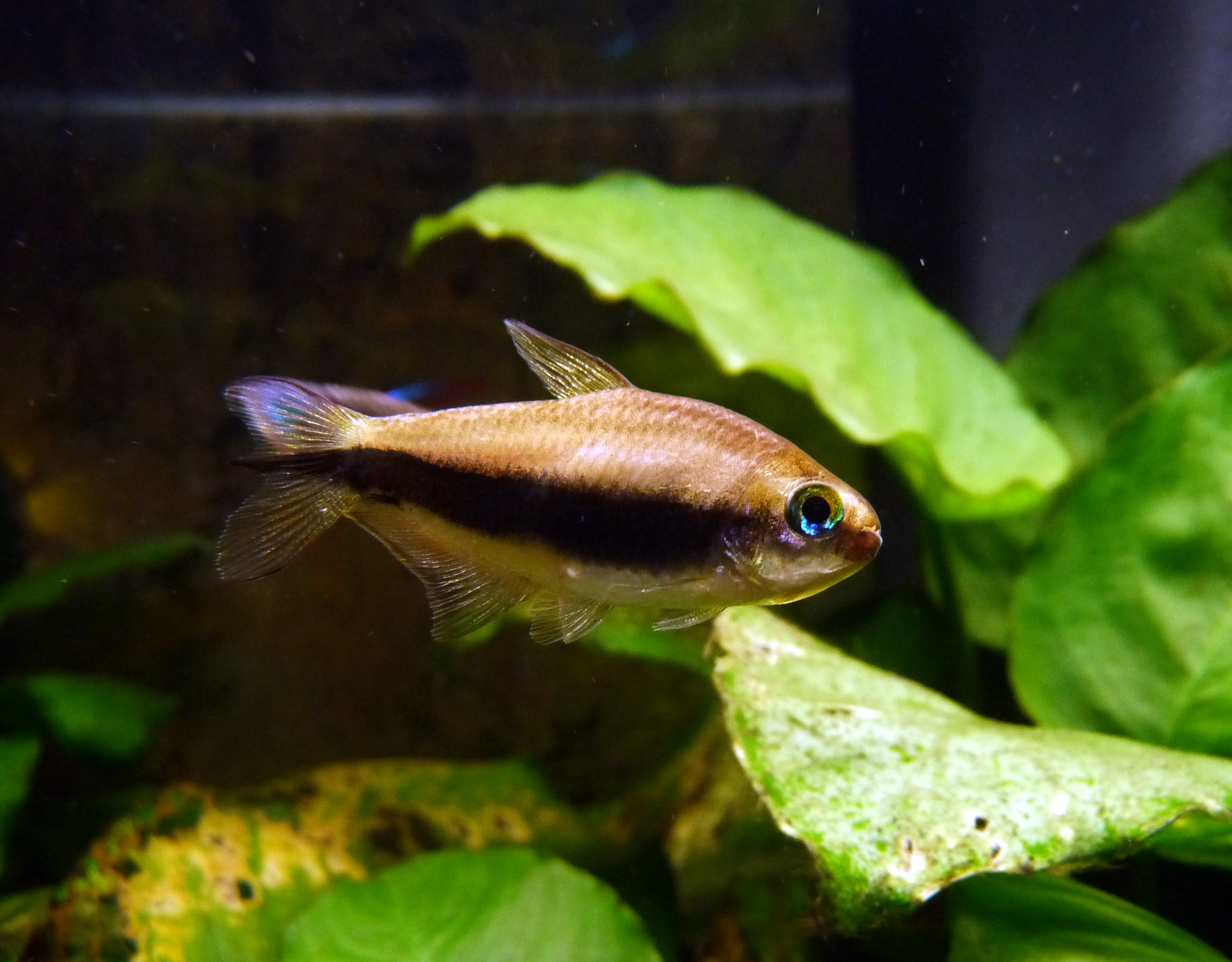
エンペラーテトラ
学名：Nematobrycon palmeri
黒い太いラインの入る体と、黄色がかったヒレを持つテトラ。状態が上がると、体が上品な紫色を帯びる。また、雄の尾びれは中央部分が延びるフォークテールとなる。テリトリー意識が強い。
グラスブラッドフィン
学名：Prionobrama filigere
透明な体で、尾びれだけが赤い個性的な魚。5cmとやや大きくなるが、温和で混泳も問題ない。
グリーンファイヤーテトラ
学名：Aphyocharax rathbuni
薄緑色の体に尾ビレの付け根付近が赤いテトラ。全長4cm。アルゼンチン、パラグアイに分布する。
シルバーチップテトラ
学名：Hasemania nana
属名からハセマニアとも呼ばれる。飴色の体と各ヒレの先端の白い点が美しい。雌は雄に比べて体色が薄い。またカラシンでは珍しく脂びれを持たない。性格について書籍や器具メーカー、販売店や愛好家などの間で様々な解釈が錯綜しているが、それらを取りまとめると「若魚のうちは比較的大人しいが成長に従って攻撃的になっていく」と見るのが妥当だろう。飼育自体は容易である。
ダイヤモンドテトラ
学名：Moenkhausia pitteri
体側の鱗の一部が光を反射して輝くことからこの名で呼ばれる。ヒレが上下に伸長する。
ブラックテトラ
学名：Gymnocorymbus ternetzi
ひし形に近い体と、白い体と黒い模様やヒレのコントラストが目を引く魚。成長とともに白い地色は銀灰色に近くなり、重厚な雰囲気となる。色素を注射して人工的に着色したカラー・ブラックテトラも流通する。非常に強健だが、性格は攻撃的で混泳が難しい。
プリステラ
学名：Pristella maxillaris
透明感のある体色に、尾びれが朱色に染まり、背びれと尻びれの端には白・黒・黄の斑点が入る。目立つ色彩ではないが、古くから観賞魚として飼育されているポピュラー種。
ブルーテトラ
学名：Boehlkea fredcochui
清涼感のある青い体色のテトラで、養殖された個体が大量に輸入される。美しい反面非常に活発で気が荒く、混泳相手には気を使う必要がある。
ペンギンテトラ
学名：Thayeria boehlkei
白い体に入った黒帯と、やや斜め上を向いて泳ぐ習性がペンギンの立ち姿を連想させるためこの名が付いた。サンタマリアと呼ばれる事もある。同種間で小競り合いをするほか、他の魚を激しく追い回す事もあるため混泳には注意が必要。
ホタルテトラ
学名：Axelrodia stigmatias
全長3cmほどの小型のテトラで、尾びれの付け根に光る赤い模様があるためこの名で呼ばれる。他の現地採集魚に混入する「混じり入荷」が主な入手手段だったが、最近では単独での入荷もある。光る模様の色が違う黄ホタルテトラ、オレンジホタルテトラなどもいるが、これらが本種の色彩変異か別種であるかは不明。また全身が赤く染まるディープレッドホタルテトラ（A. riesei）という近縁種も流通する。

### レビアシナ科（南米）

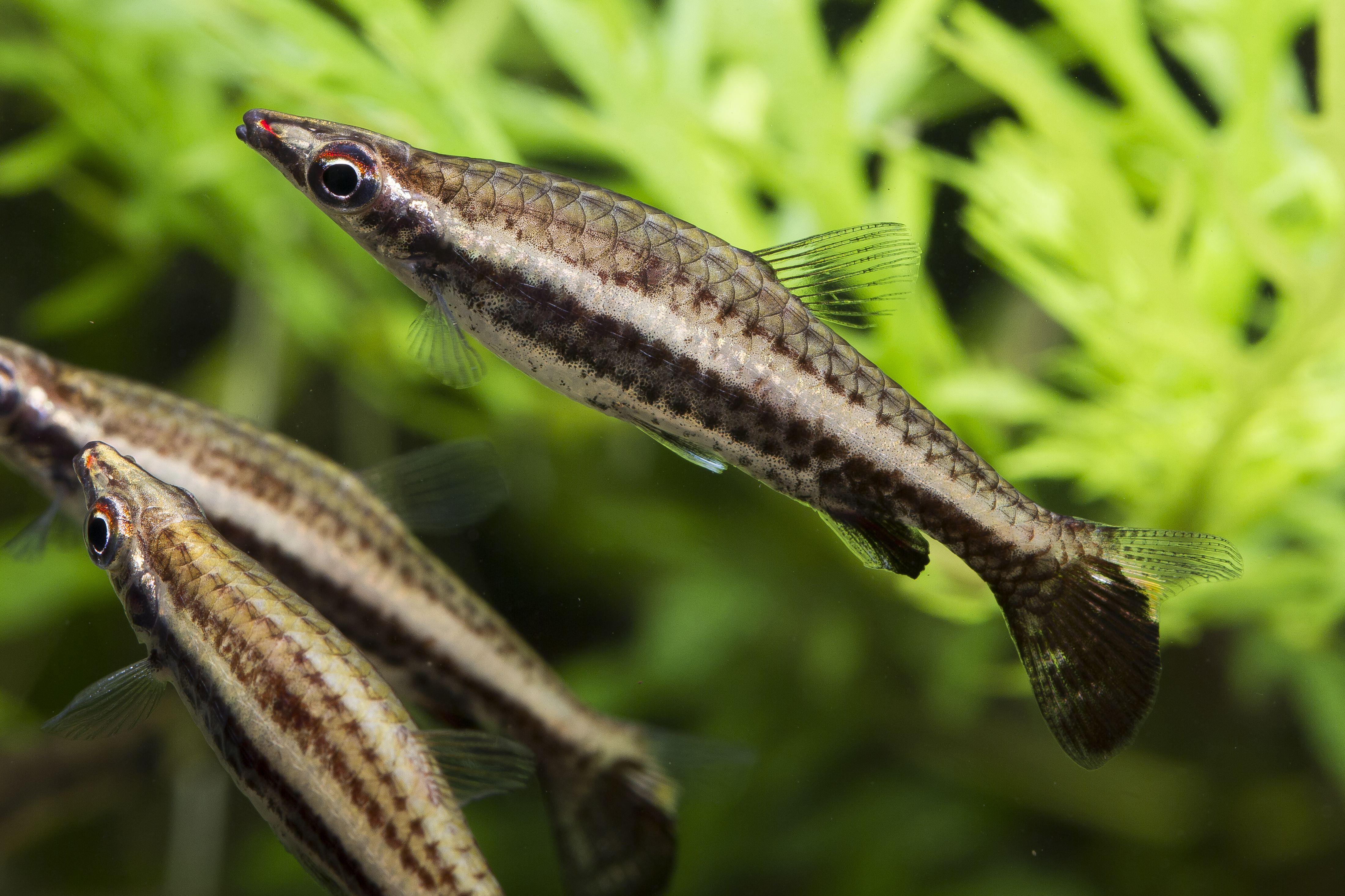
ナノブリコン・エクエス

ペンシルフィッシュ（ナノブリコン・エクエス）
学名：Nannobrycon eques
ペンシルフィッシュはレビアシナ科の2属（1属とする説もある）の魚の総称である。こちらはNannobrycon（ナノブリコン）属の代表種で、細長い体を斜め45°に傾けて泳ぐ姿が鉛筆に例えられて名付けられたと言われる。黒を基調とした体色からブラックペンシルとも呼ばれる。

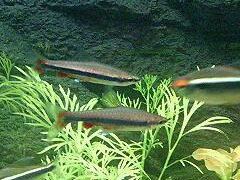
ベックフォルディペンシル
学名：Nannostommus beckfordi
観賞魚として流通するペンシルフィッシュで最も一般的な種。こちらはNannostommus（ナノストムス）属で、体形こそ細長いが多くの魚と同じく水平な姿勢で泳ぐ。繁殖期の雄は全体的に黒ずみ、ラインの周囲が赤く染まる婚姻色を見せる。金色のラインが入る事からゴールデンペンシルという別名がある。

### クレヌクス科（南米）

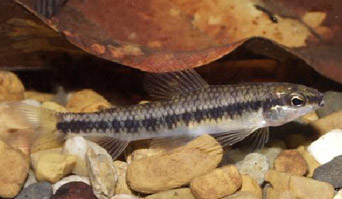
ダーターテトラの一種（C. fasciatum）

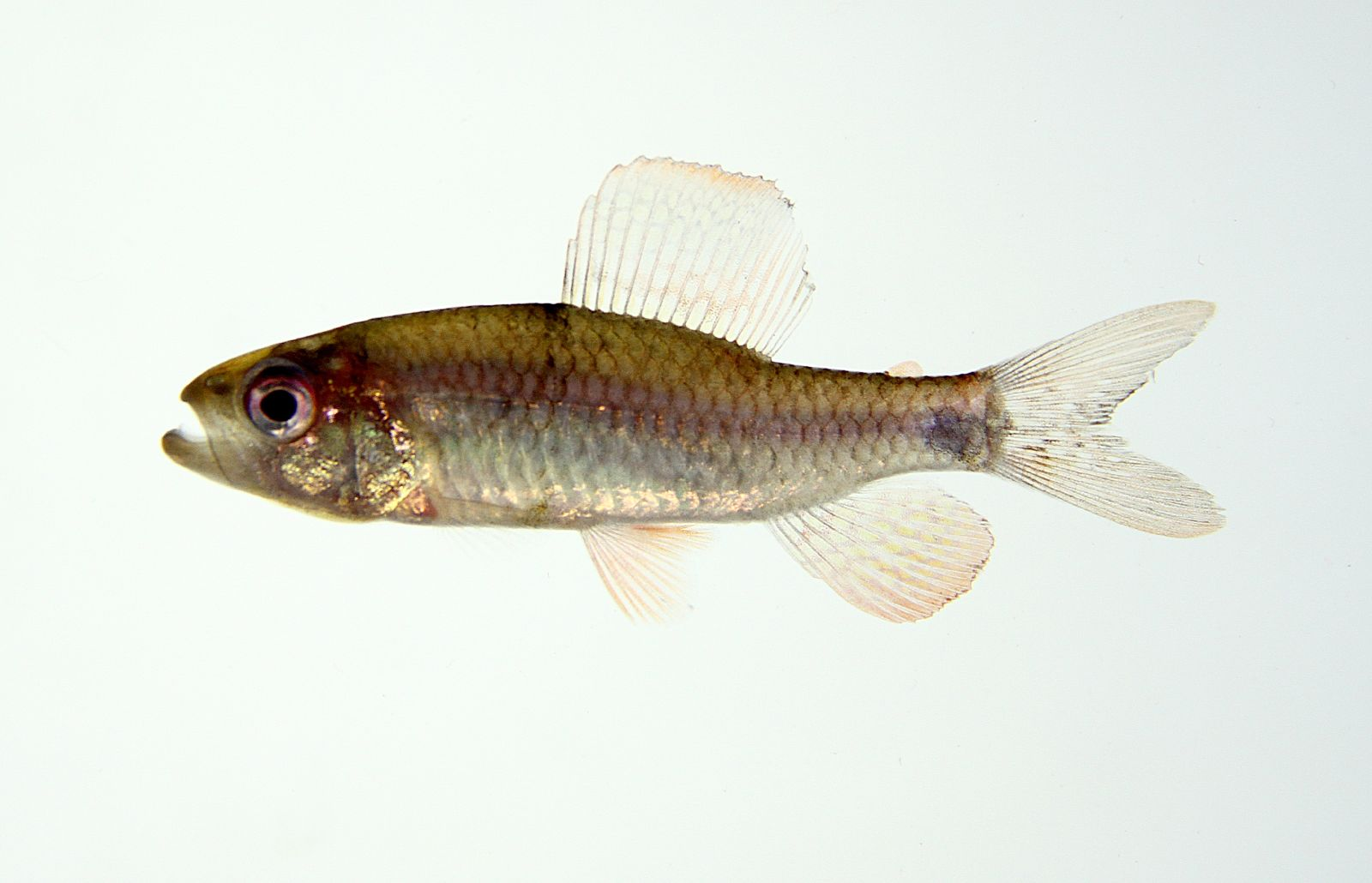
セルフィンテトラ
学名：Crenuchus spilurus
体長約6cm。成熟したオスは、尻びれと尾びれが名前の通り帆のように立派に育つ。気の強そうな風貌とは裏腹に、物陰に隠れる事が多く臆病なほど大人しい。混泳させる場合は、餌の行き渡りなどに配慮が必要と言われるほど。

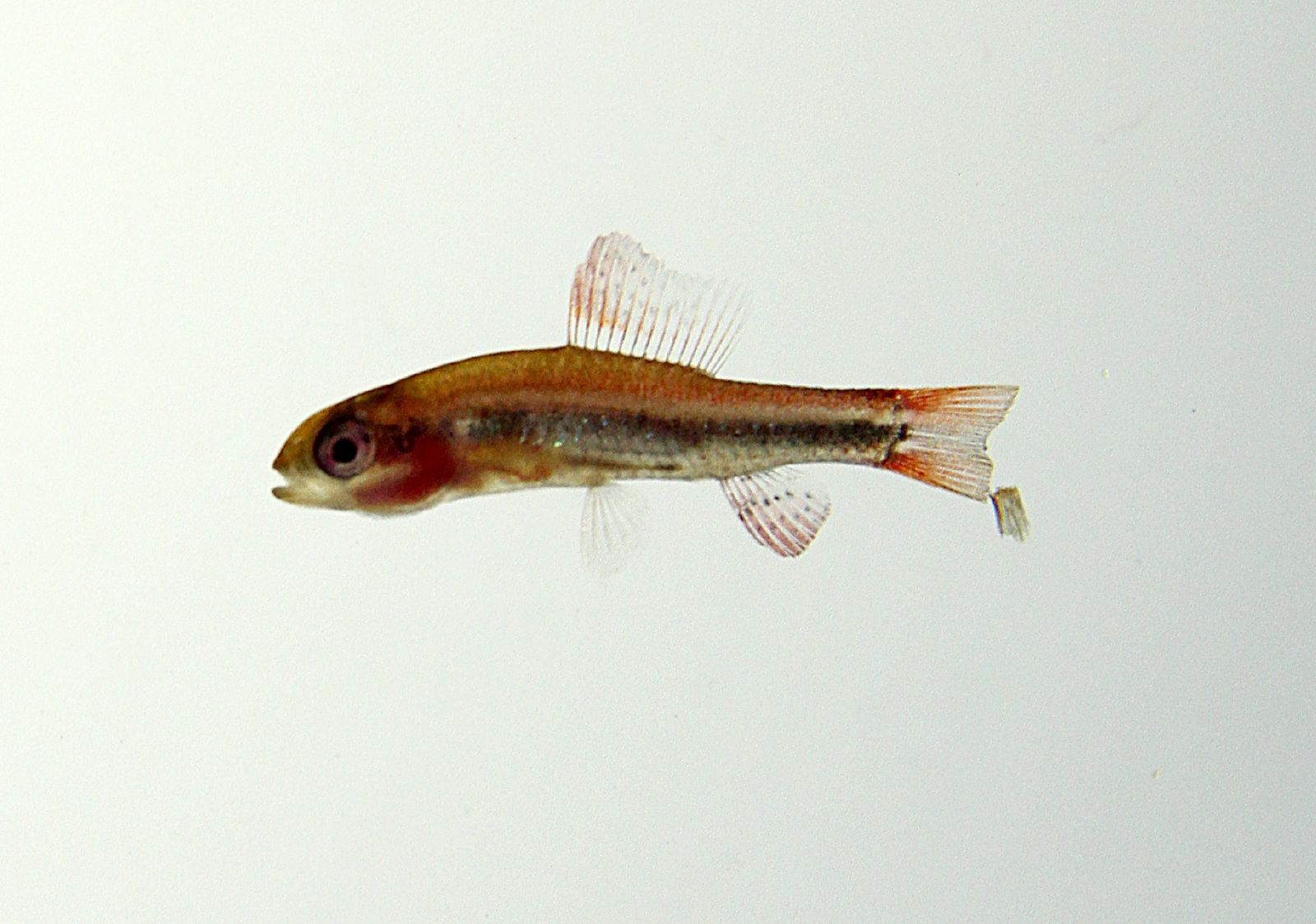
ワイツマニィテトラ
学名：Poecilocharax weitzmani
属は異なるが性質的にセルフィンテトラと似た部分が多い。こちらの方が体型はスリムで、成熟したオスは体が赤みを帯び、黒いラインに輝く斑点が乗った華やかな色合いとなる。体長約3cm。
ダーターテトラ
学名：Characidium spp.ほか
南米とアフリカの両大陸に分布する、Characidium（カラキディウム）属を中心とした底生性のテトラの総称で、様々な色や模様の種が流通する。この仲間では画像のC. fasciatumのような黒いラインが入る体長4cm程度の種が最も多く流通しており、単に「ダーターテトラ」といえばこうした色・模様の種を指す事が多い。

### パロドン科（南米）

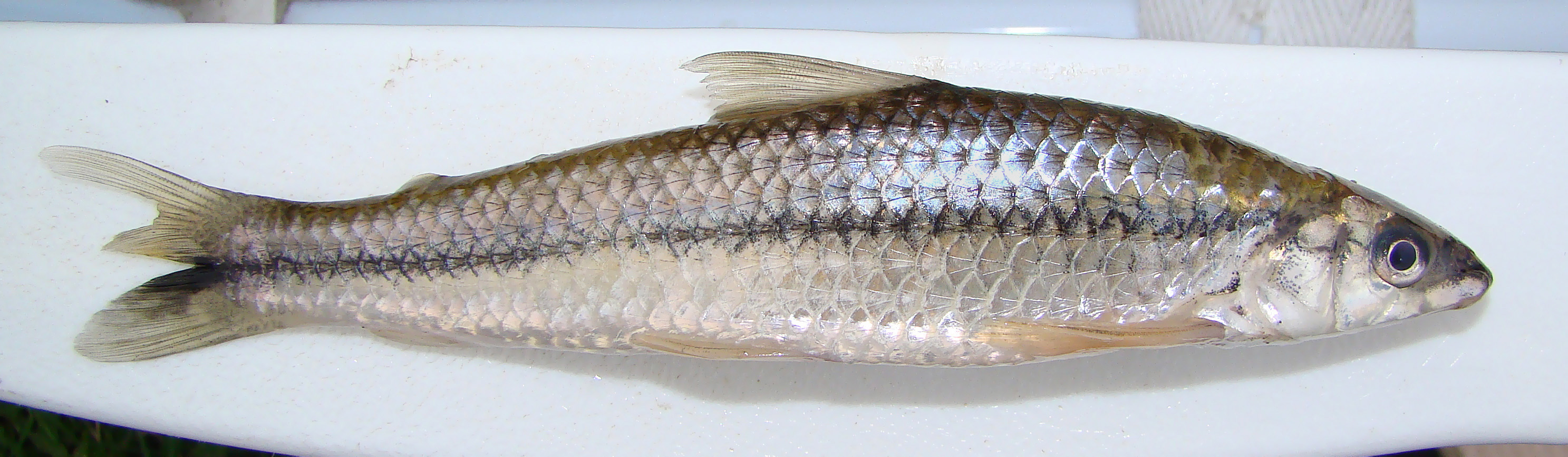
アパレイドン・アフィニス
学名：Apareiodon affinis
クレヌクス科のダーターテトラを大きくしたような姿の底生性のカラシンで、前述のダーターテトラも本種も英名は同じ「Dartar characin」である。1800年代には発見されている割に日本では入荷が少なく珍種扱いとなっているが、活発に泳ぎ回り、除去の難しいヒゲ状コケ（紅藻類）をよく食べる食性から、水草水槽の掃除役になり得るとして注目されつつある。飼育下での体長は6cm程度と言われるが、FishBaseには最大17cmという記録が記載されている。

### アレステス科（アフリカ）

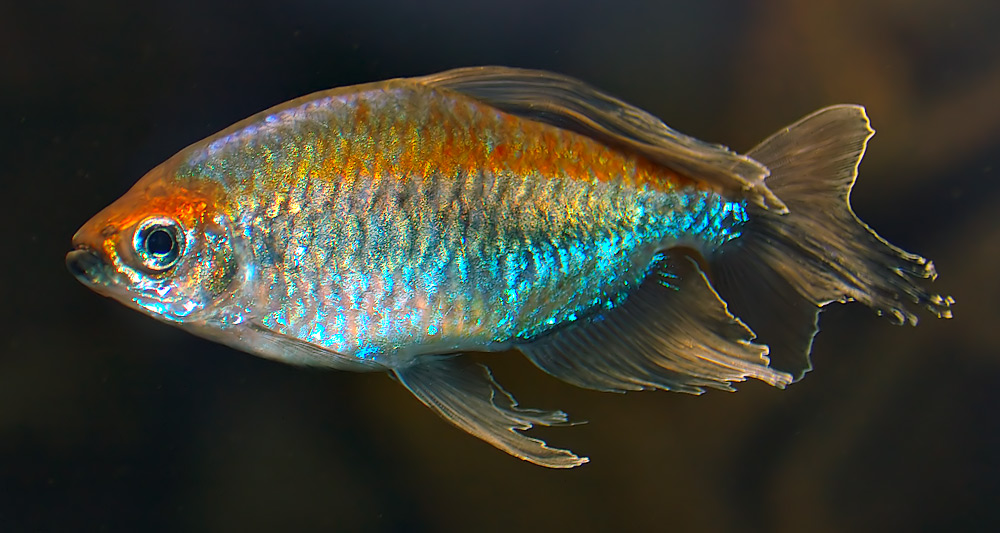
コンゴテトラ
学名：Phenacogrammus interruptus
虹色に光る美しい体色で昔から親しまれているアフリカ産のテトラ。8cmと若干大きくなる。
ジェリービーンテトラ
学名：Ladigesia roloffi
光沢のある淡い緑色の体と、オレンジ色のヒレの小型テトラ。全長3cm。

### ディスティコドゥス科（アフリカ）

#### ディスティコドゥス属
テトラの中では珍しく、大型種ばかりの属である。
ショートノーズクラウンテトラ
学名：Distichodus sexfasciatus
アフリカのコンゴ川原産。赤褐色の地に黒のストライプが入る。長生きをし、30cm程度に成長する大型種。性格は荒く、他の魚との混泳は難しい。
ロングノーズクラウンテトラ
学名：Distichodus lisosso

#### その他
ネオレビアスアンソルギー
学名：Neolebias ansorgii
体側にメタリックな緑色の帯が入る小型テトラ。Neolebias属には種類が多く、本種やpowelli種のように美しい種は人気がある。

## ギャラリー

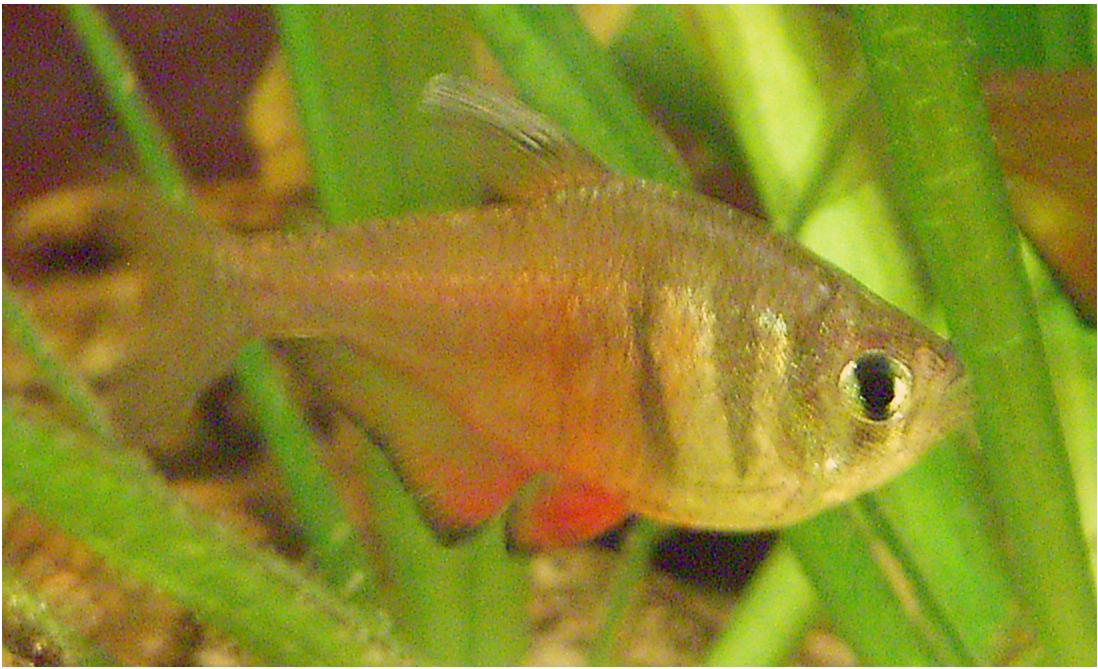
フレイムテトラ
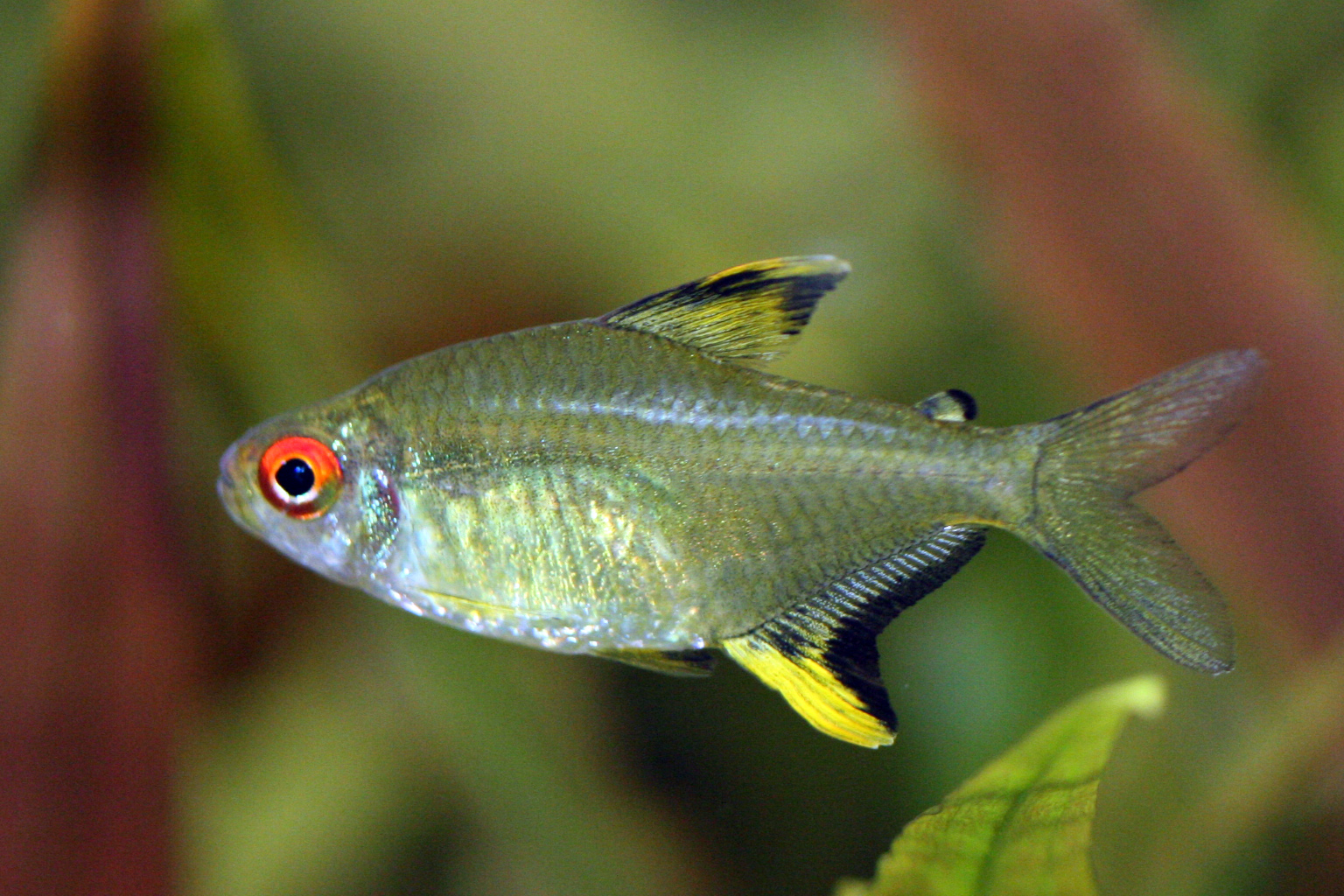
レモンテトラ